# Sam Richardson (acteur)
Pour les articles homonymes, voir Sam Richardson et Richardson.
Sam Richardson, né le 12 janvier 1984 à Détroit, dans le Michigan, est un acteur américain. 
Il s'est fait connaître avec le rôle de Richard Splett dans la série comique politique de HBO, Veep (2012-2019). 
Depuis 2019, il interprète divers personnages dans l'émission de sketchs I Think You Should Leave with Tim Robinson (en), diffusée sur Netflix. 
En 2022, il enchaîne avec le rôle d'Aniq dans The Afterparty sur Apple TV+, en 2022. La même année, il est nommé aux Primetime Emmy Awards de l'acteur invité exceptionnel dans une série comique pour son interprétation d'Edwin Akufo dans Ted Lasso.

## Filmographie partielle

### Cinéma
- 2016 : Hors contrôle (Mike and Dave Need Wedding Dates) de Jake Szymanski
- 2017 : Vegas Academy : Coup de poker pour la fac (The House) d'Andrew Jay Cohen
- 2019 : Good Boys de Gene Stupnitsky
- 2020 : Superintelligence de Ben Falcone : agent de la NASA John Donahue
- 2020 : Promising Young Woman d'Emerald Fennell
- 2021 : The Tomorrow War de Chris McKay : Charlie
- 2021 : Werewolves Within de Josh Ruben : Finn Wheeler
- 2022 : Hocus Pocus 2 d'Anne Fletcher
- 2022 : Senior Year : Seth
- 2024 : The 4:30 Movie de Kevin Smith : Major Murder
- 2025 : Sacrifice de Romain Gavras
- 2025 : Star Trek: Section 31 d'Olatunde Osunsanmi : Chameloid

### Télévision
- 2012-2019 : Veep : Richard Splett[1]
- 2016-2018 : New Girl
- 2018-2019 : Le Destin des Tortues Ninja (Rise of the Teenage Mutant Ninja Turtles) (voix)
- 2019 : BoJack Horseman
- 2023 : Velma : Norville « Sammy » Rogers (voix)
- 2018-2023 : Ted Lasso : Edwin Akufo[2]